# Hemiodoecus leai
Hemiodoecus leai är en insektsart som beskrevs av William Edward China 1924. Hemiodoecus leai ingår i släktet Hemiodoecus och familjen Peloridiidae. Inga underarter finns listade i Catalogue of Life.